# Szymon z Trydentu

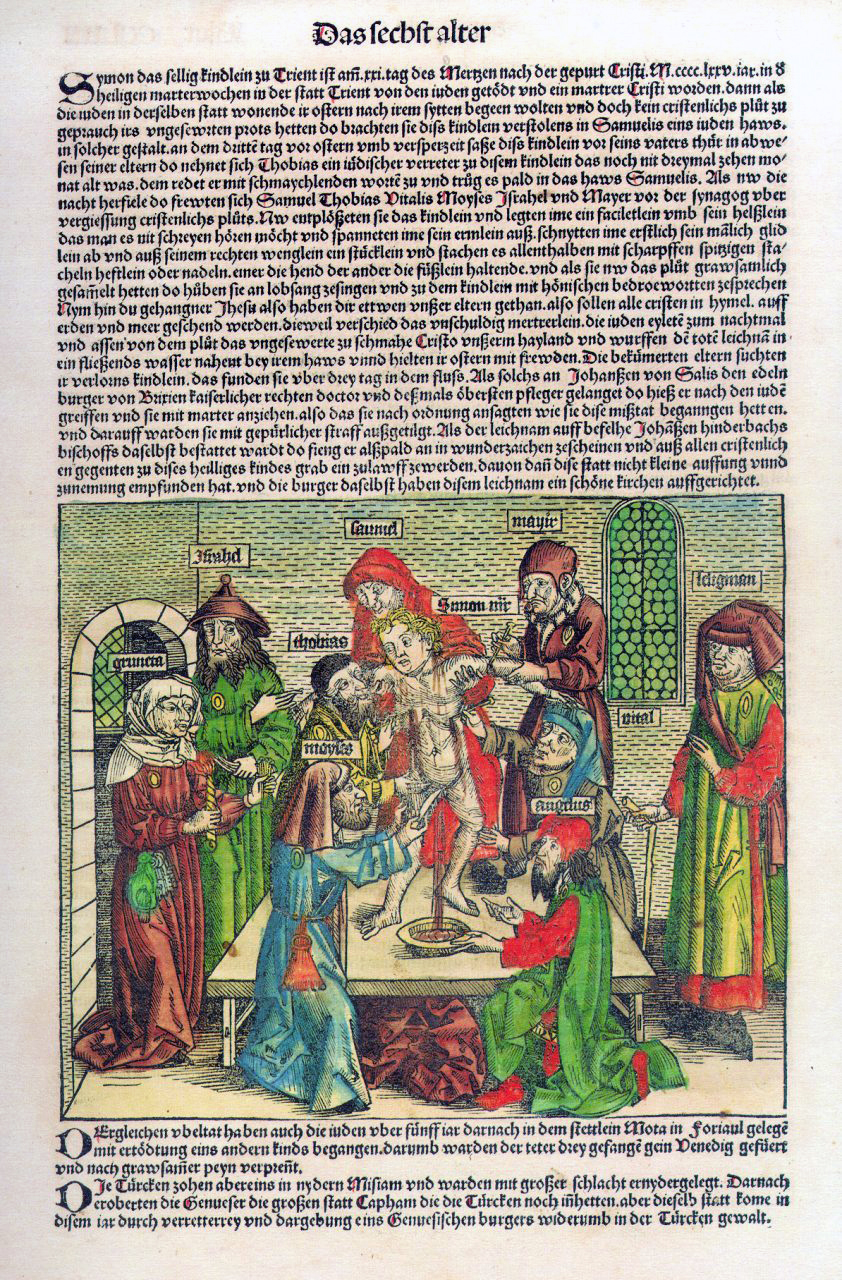
Ilustracja w Weltchronik Hartmanna Schedela 1493

Szymon, chłopiec z Trydentu (ur. 26 listopada 1472, zm. 23 marca 1475 w Trydencie) − chłopiec porwany i zamordowany przez żydów; jego śmierć była podstawą do oskarżenia miejscowych Żydów o mord rytualny, święty Kościoła katolickiego.

## Historia
Szymon zaginął przed Wielkanocą 1475 roku, co zostało połączone z wygłaszanymi wówczas kazaniami, w których obszernie relacjonowano żydowskie mordy rytualne. W Poniedziałek Wielkanocny jego ciało, ze śladami ran kłutych, znaleziono w rzece obok dzielnicy żydowskiej. Przywódcy społeczności żydowskiej zostali aresztowani; 15 z nich skazano po torturach, na których przyznali się do uprowadzenia i zamordowania dziecka, na spalenie na stosie.

Ks. Waldemar Chrostowski w książce „Kościół, Żydzi, Polska” podważa teorię o niewinności Żydów: 

Dr Ariel Toaff po latach odkrył, że przyznania się zabójców nie były podyktowane stosującymi tortury fanatycznymi śledczymi; gdyż zeznania zawierały informacje, o których włoscy przedstawiciele Kościoła lub policji absolutnie nie mogli niczego wiedzieć. Przestępcy byli członkami nielicznej gminy Aszkenazyjczyków pochodzących z obcego kraju, która miała swoje własne obrzędy, różniące się od tradycji miejscowych Żydów włoskich. Obrzędy te zostały dobrze opisane w zeznaniach oskarżonych, chociaż początkowo nie były znane ówczesnym kompetentnym organom. Toaff podkreśla: Te magiczne formuły w języku starohebrajskim, posiadające mocne antychrześcijańskie akcenty, nie mogły powstać w wyobraźni sędziów, ponieważ nie mieli oni pojęcia o tych modlitwach, które wchodziły w skład nieznanej we Włoszech tradycji Aszkenazyjczyków. Przyznanie się do winy jest ważne tylko wtedy, gdy zawiera pewne autentyczne i sprawdzalne szczegóły przestępstwa, o których nie wiedziała policja. Tę żelazną zasadę śledztwa sąd w Trydencie zachował.

Książka Ariela Toaffa, na której opiera się Waldemar Chrostowski spotkała się z szeroką krytyką historyków jako oparta na fałszywych założeniach i wykorzystująca historyczne źródła w sposób niezgodny z warsztatem naukowym. Ariel Toaff kilka tygodni po publikacji wycofał swoją książkę ze sprzedaży. W drugim wydaniu (2008) w reakcji na krytykę stwierdził, że Żydzi nie mieli nic wspólnego z mordem w Trydencie.
Wobec oskarżeń o mord o charakterze rytualnym Kuria Rzymska wystąpiła o przedstawienie akt procesowych i wyraziła sprzeciw wobec represji.

## Kult
Kult młodego błogosławionego zaczął się również szerzyć w całej Europie.
Papież Sykstus V w 1588 roku pozwolił na kult w Trydencie, który spontanicznie oddawany był ofierze mordu i tamże wspominano Szymona 24 marca (oficjalnie do 1965).
Jak podaje Jewish Encyclopedia według niektórych źródeł Szymon został kanonizowany, wraz z Bernardynem z Feltre (zm. 1493), przez Grzegorza XIII i ogłoszony męczennikiem.
Po soborze watykańskim II (1965) postanowiono zmniejszyć liczbę obowiązkowych obchodów ku czci świętych. W związku z tym dokonano rewizji kalendarza liturgicznego i we współczesnym Martyrologium Rzymskim nie ma już wspomnienia św. Szymona.